# Acrosemia vulpecularia
Acrosemia vulpecularia är en fjärilsart som beskrevs av Herrich-Schäffer 1855. Acrosemia vulpecularia ingår i släktet Acrosemia och familjen mätare. Inga underarter finns listade i Catalogue of Life.